# Marcus Apicius Gavius

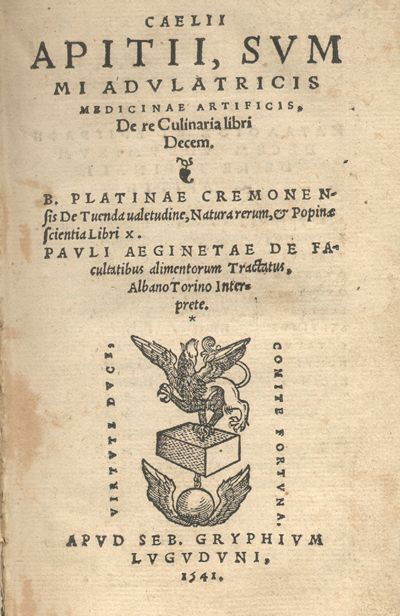
Apicius, De Re Culinaria, 1541

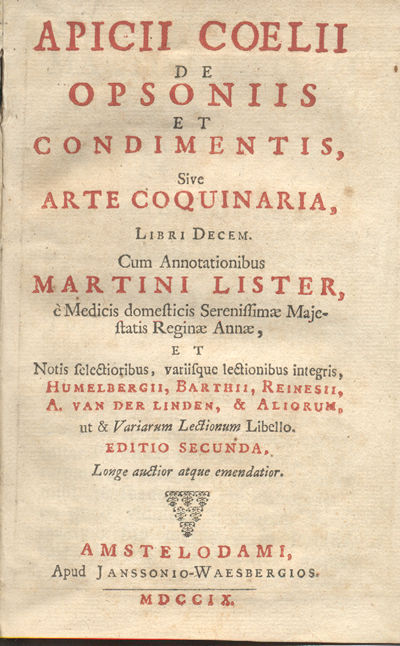
Apicii Coelii. De opsoniis et condimentis, sive arte coquinaria, libri decem. című szakácskönyv 18. századi kiadásának címlapja

Marcus Apicius Gavius (1. század) római mesterszakács, szakácskönyv-író.
Ínyencségéről és tékozlásáról híres ember volt Augustus és Tiberius római császár uralkodása alatt, akinek nevét dőzsölései és öncélú pazarlásai emblematikus figurává tették.

## Élete
Neve gyakran előfordult az ókori szerzők munkáiban. 
…az isteni Augustus unokáját kísérgette (ti. Tiberius), miközben azt is beszélték, hogy Apiciusszal, a gazdag tékozlóval, pénzért fajtalankodott…
A hagyomány szerint, miután vagyonát teljesen eltékozolta, öngyilkosságot követett el. Lucius Annaeus Seneca arról számolt be, hogy Apicius tékozlásának, mulatozásának köszönhetően eladósodott, majd szégyenében öngyilkosságot követett el.
Seneca így írta le Apicius halálának körülményeit: „amikor a császár annyiféle ajándékát elpocsékolta, és a Capitolium mérhetetlen adóit esetenként eltékozolta különféle tivornyákra, csupán ekkor, adósságai nyomasztó súlyától fenyegetve kényszerült számadásra. Kiszámította, hogy maradna még 10 millió sestertiusa, és ekkor, mintha rémséges éhezésben kéne tovább élnie, ha 10 millió sestertiusból kellene megélnie, méreggel vetett véget az életének.”
Egy bizonyos Caelius Apicius nevéhez köthető egy szakácskönyv a 3. századból, ám azt, hogy a későbbi szerző Apicius Gavius munkájára mennyiben támaszkodott, nem tudjuk. A mű címe: De opsoniis et condimentis sive de arte coquinaria II. A mű minden szakaszának görög címet is hagyományoztak, s ez alapján a legkülönfélébb találgatások vannak forgalomban arról, hogy a híres szakácskönyv kétnyelvűnek készült volna, netán egy korábbi mű átdolgozása, fordításon alapszik-e stb. Az is elképzelhető, hogy a szerzője csupán Caelius, Apicius pedig a címet jelenti.
A híres ínyenc a De re coquinaria című szakácskönyvében így írt a szarvasgomba tartósításáról: „Tégy egy edénybe váltakozva egy réteg szarvasgombát, melyben a víz nem tett kárt, és egy réteg száraz fűrészport. Gipszeld le, s tedd hűvös helyre”.
Szarvasgomba másképpen. Főzd meg vízben a gombát, sózd meg, majd tűzd egy nyársra, s kissé süsd meg. Önts egy fazékba garumot, friss olajat, caroenumot és egy kevés bort. Tégy hozzá törött borsot és egy kevés mézet, majd főzd fel. Mikor fő, sűrítsd be keményítőliszttel. Szurkáld meg a gombát, hogy a mártást jól beszívja; ezután vedd le a nyársról. Ha a mártást jól beitta, tálald. Ha akarod, süsd a gombát hurkabélbe tekerve, s így tálald.
Egy lakoma leírása jól illusztrálja a rafinált római ínyencek étkezési szokásait: 
…az evéshez még épp csak hozzákészülődő vendégeknek új tálat hoztak, egy kosárral egyetemben, melyen fából faragott kotlóstyúk ült körben szétterített szárnyakkal, ahogy a tojásaikat költő kotlók szokták. Aztán nyomban megjelent két szolga; a termet betöltő fertelmes kornyikálás közben turkálni kezdték a pelyvát, majd az előkotort pávatojásokat szétosztották a vendégek között. Erre a jelenetre Trimalchio is felénk fordította tekintetét:
- Barátaim - mondta -, pávatojásokat tétettem a kotlóstyúk alá. És Herculesre, attól félek, most már ki is kelnek. De azért próbáljuk meg, hátha még kiszürcsölhetjük tartalmukat.
Megkapjuk erre a szükséges kiskanalakat, melyek mindegyike legalább fél librát nyom, és feltörjük a zsíros süteménytésztából gyúrt tojáshéjat. Én már csaknem földhöz vágtam a magamét, mert szinte látszott rajta, ahogy csibévé válik. Aztán mégis, meghallva egy régi vendég figyelmeztetését: "Ebben valami finomságnak kell lennie!" -, kezemmel kivájtam a belét, s egy pompássá hízott fügészrigóra leltem, mely borsos tojássárgájával volt körülvéve.

## Magyarul megjelent művei
- Szakácskönyv a római korból; szerk. Orlovszky Géza, bev. Póczy Klára, Kurucz Katalin, ford. Hegedűs Zsuzsa, Orlovszky Géza, fotó Gelencsér Ferenc, Gottl Egon, Komjáthy Péter; Enciklopédia, Bp., 1996
- Marcus Gavius Apicus ókori szakácskönyve. A különleges fűszeres boroktól a sáfrányos csirkéig. Római ínyencségek az I. századból; ford. Pruck Júlia; Kassák, Bp., 1999
- Apicius de re coquinaria. Receptek és szakácsfortélyok az ókorból; szerk. Kirchhof Anita, Zsidi Paula, ford. Barta Andrea, Gonda Attila; Pro Aquinco Alapítvány, Bp., 2022